# Atuna racemosa
Atuna racemosa là một loài thực vật có hoa trong họ Cám. Loài này được Raf. mô tả khoa học đầu tiên năm 1838.

## Hình ảnh

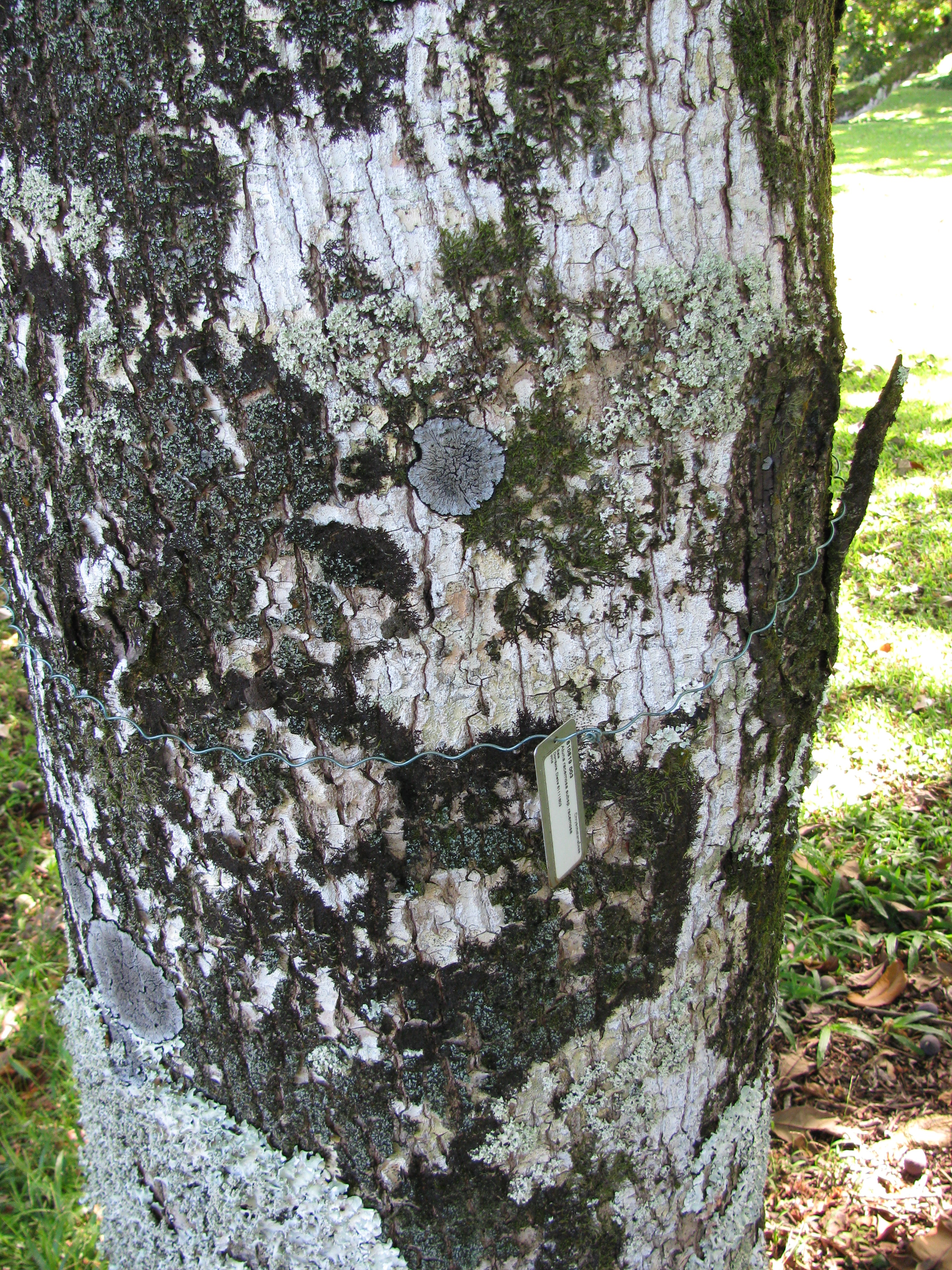
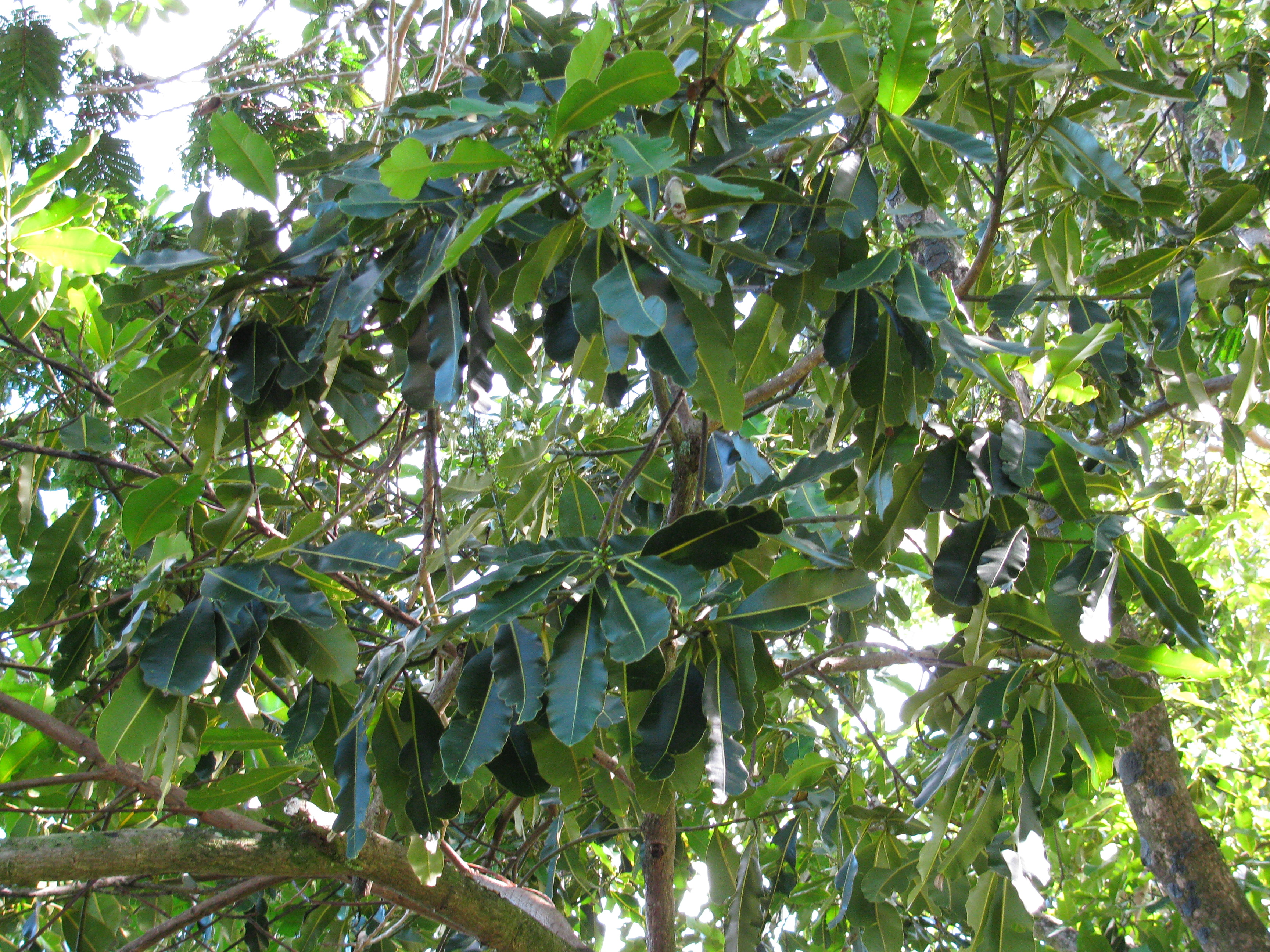
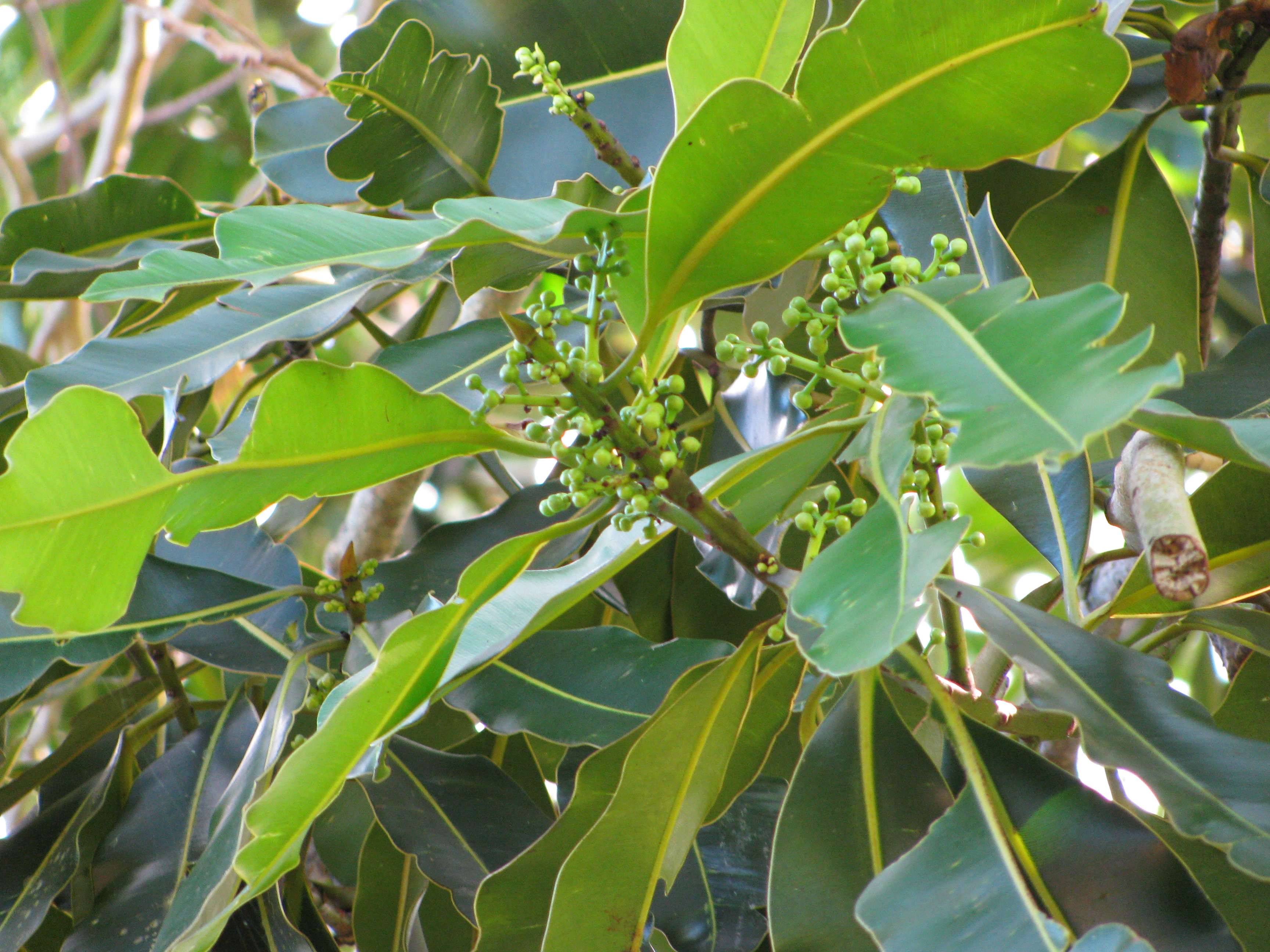